# Infanticide des filles
L'infanticide des filles est le fait de tuer des enfants nouveau-nés de sexe féminin. Dans les pays avec une histoire d'infanticide des filles, la pratique moderne de l'avortement sélectif est souvent abordée comme une question étroitement liée. L'infanticide des filles est une cause majeure de préoccupation dans plusieurs pays tels que la Chine et l'Inde.  Le « faible statut » des femmes est attribué  à l'idée de sociétés patriarcales biaisée à l'encontre des femmes par certains auteurs, à une logique biologique ou évolutionniste par d'autres.
En 1978, l'anthropologue Laila Williamson résumait les informations qu'elle avait rassemblées sur la généralisation de l'infanticide dans les nations « tribales » et « civilisées » en constatant que l'infanticide féminin avait lieu sur tous les continents et qu'il était réalisé par des groupes de chasseurs-cueilleurs comme des individus de sociétés avancées ; plutôt que d'être une exception, cette pratique était à la fois courante et commune à tous les humains. La pratique a été bien documentée chez les peuples autochtones de l'Australie, du Nord de l'Alaska et de l'Asie du Sud, mais Barbara Miller soutient que la pratique est « quasi universelle »,  y compris en occident. Elle affirme toutefois que cette pratique est plus courante dans les régions où les femmes ne sont pas employées dans l'agriculture et les régions dans lesquelles des dots sont instituées. En 1871, dans La Filiation de l'homme et la sélection liée au sexe, Charles Darwin écrivait que la pratique était courante chez les tribus aborigènes d'Australie.
En 1990, Amartya Sen écrivait dans le New York Review of Books qu'il estimait à 100 millions le nombre de femmes de moins que prévu en Asie, et que ce nombre de femmes « manquantes » « nous raconte, silencieusement, une terrible histoire d'inégalité et de négligence conduisant à l'excès de mortalité des femmes ». Cette assomption d'Amartya Sen fut tout d'abord vivement attaquée et il a été suggéré que la cause du ratio sexuel naturel était dû à l'hépatite B. Cependant, il est maintenant largement admis que le déficit numérique de femmes dans le monde est dû à des avortements, infanticides et l'abandon sexospécifique.

## Amériques
Chez les Inuits du Nord de l'Alaska et du Canada, la pratique de l'infanticide des filles était un phénomène fréquent.

## Arabie
Dans l'Arabie du septième siècle, avant l'établissement de la culture islamique, l'infanticide des filles était largement pratiqué. Certains chercheurs l'expliquent par le fait que les femmes étaient considérées comme un « bien » au sein de ces sociétés. D'autres ont émis l'hypothèse que, pour prévenir leurs filles de vivre une vie misérable, les mères tuaient leurs filles. Avec l'arrivée de la loi islamique, ces pratiques devinrent illégales, mais Michelle Oberman estime qu'« il y a peu de raisons de croire que cet appel ait été entendu ».

## Chine

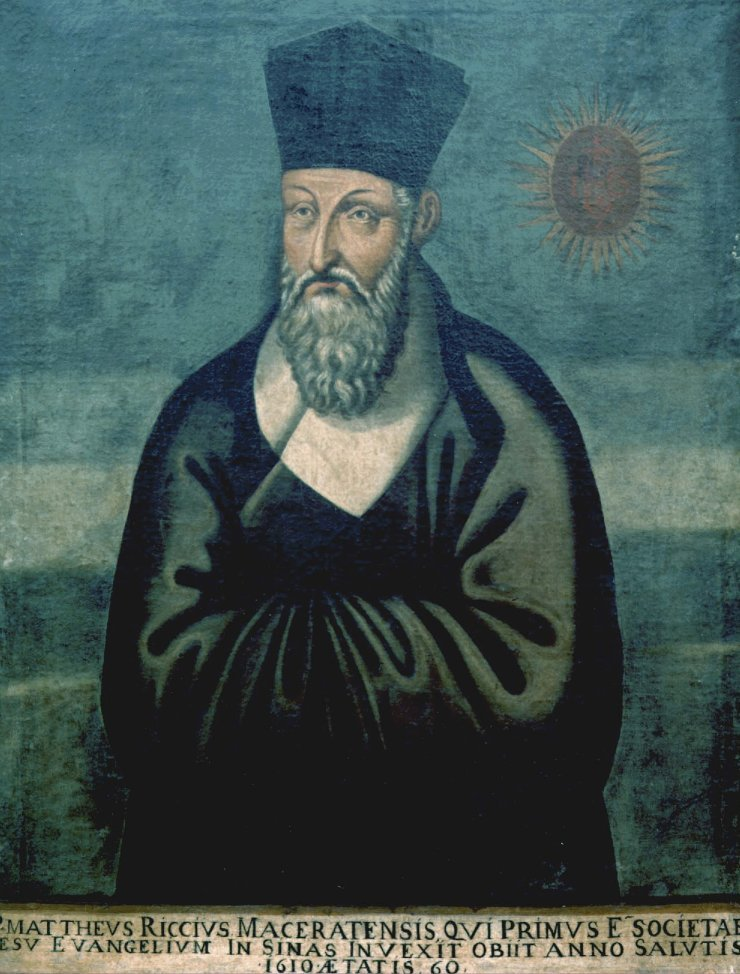
Matteo Ricci

La Chine a une histoire de l'infanticide des filles s'étendant sur 2 000 ans. Les missionnaires chrétiens qui y arrivèrent à la fin du XVIe siècle découvrirent que l'infanticide des filles y était pratiquée, des nouveau-nés ont été observés jetés dans les rivières ou sur des tas d'ordures. Au XVIIe siècle, Matteo Ricci documenta que la pratique existait dans plusieurs provinces de la Chine et que sa principale raison était la pauvreté.
Durant le XIXe siècle, l'infanticide des filles était encore très répandu. Les textes de l'époque de la dynastie Qing montrent une prévalence du terme ni nü (« noyer les filles »), et la noyade était la méthode couramment utilisée pour tuer les enfants de sexe féminin. Les autres méthodes en usage comprenaient la suffocation et l'anutrition. Il arrivait aussi que les enfants soient abandonnés exposés aux éléments : placés dans un panier caché dans un arbre par exemple. Les couvents bouddhistes disposaient souvent de « tours à bébé », où les gens venaient abandonner leur enfant ; il est cependant difficile de savoir si l'enfant y était laissé pour l'adoption ou s'il était déjà mort et laissé pour qu'il lui soit donné une sépulture. En 1845, dans la province de Jiangxi, un missionnaire écrivait que ces enfants abandonnés survivaient jusqu'à deux jours aux éléments, et que ceux qui passaient devant n'y prêtaient aucune attention.
La majorité des provinces chinoises pratiquaient l'infanticide des filles au cours du XIXe siècle. En 1878, le missionnaire jésuite français Gabriel Palatre recueillit des documents de 13 provinces et les Annales de la Sainte-Enfance ont également trouvé des preuves d'infanticide dans les provinces du Shanxi et du Sichuan. Selon les informations recueillies par Palatre, la pratique était plus répandue dans les provinces du sud-est et dans le bas du fleuve Yangzi.

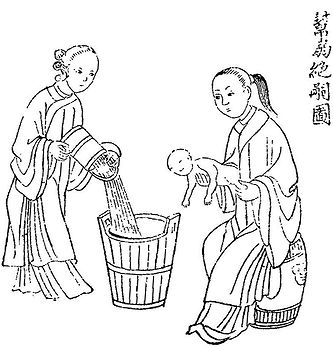
Tract anti-infanticide chinois imprimé vers 1800.

En Chine, la pratique de l'infanticide des filles n'était pas totalement pardonnée. Le bouddhisme, en particulier, le condamnait très fermement. Les bouddhistes écrivaient que le meurtre de jeunes filles amènerait de mauvais karmas ; à l'inverse, ceux qui auraient sauvé la vie d'une jeune fille, soit par le biais d'une intervention ou grâce à des dons en argent ou en nourriture, gagneraient un bon karma, conduisant à une vie prospère, une longue vie et la réussite de leur fils. Cependant, la croyance bouddhiste en réincarnation signifie que la mort d'un nourrisson n'est pas définitive, que l'enfant renaîtra ; cette croyance a probablement allégé la culpabilité ressentie pour l'infanticide des filles, et l'a donc peut-être aussi favorisé.
L'attitude confucéenne à l'égard de l'infanticide des filles était en conflit. En plaçant la valeur sur l'âge, la piété filiale confucianiste diminue la valeur des enfants. L'accent mis sur la famille conduit à une augmentation de la valeur de la dot, qui fait qu'une fille est beaucoup plus coûteuse qu'un garçon. Cela crée un souhait de ne pas avoir de filles. La coutume confucéenne de garder les hommes au sein de la famille implique aussi que l'argent dépensé pour l'éducation et la dot d'une fille serait perdu lorsqu’elle se marie. La croyance controversée de Ren conduisit cependant certains intellectuels confucéens à soutenir l'idée que l'infanticide des filles était une erreur et que cette pratique allait bouleverser l'équilibre entre le yin et le yang.
Un livre blanc publié par le gouvernement Chinois en 1980 déclara que la pratique de l'infanticide des filles était un « mal féodal ». La position officielle de l'état sur cette pratique était qu'il s'agissait d'une tradition de l'époque féodale, et non une conséquence de la politique de l'enfant unique. Jing-Bao Nie soutient toutefois qu'il serait « inconcevable » de croire qu'il n'y a pas de lien entre les politiques de planification familiale d'état et l'infanticide des filles.

## Inde

Carte du sex-ratio en Inde.

Le système de la dot en Inde est une raison avancée pour expliquer l'infanticide des filles ; sur une période de temps couvrant des siècles, cette pratique est devenue une partie intégrante de la culture indienne. Bien que l'état ait pris des mesures pour abolir le système de la dot, la pratique persiste. Pour les familles pauvres des régions rurales, l'infanticide féminin et l'avortement sélectif est attribué à la peur d'être incapable de constituer une dot décente, et de subir une ostracisation en conséquence.
En 1857, John Cave-Brown documenta pour la première fois la pratique de l'infanticide des filles parmi les Jats, dans la région du Panjab. Des données issues des recensements au cours de la période coloniale et de 2001 montrent que les Jats ont pratiqué l'infanticide des filles depuis au moins 150 ans. Dans la région de Gujarat, les premiers exemples cités de divergences du ratio sexuel chez les Lewa Patidars et les Kanbis date de 1847.
En 1789, sous l'ordre colonial britannique, des fonctionnaires occidentaux découvrirent que l'infanticide des filles dans l'Uttar Pradesh était ouvertement reconnu. Une lettre d'un magistrat qui était stationné dans le Nord-Ouest de l'Inde au cours de cette période parle du fait que, depuis plusieurs centaines d'années, aucune fille n'avait jamais été élevée dans les bastions des Rajahs de Mynpoorie. En 1845, cependant le souverain de l'époque garda une fille en vie, après qu'un percepteur nommé Unwin est intervenu. Une compilation d'études a montré que la majorité des infanticides de filles en Inde au cours de la période coloniale ont eu lieu dans le Nord-Ouest et que, bien que tous les groupes ne le pratiquent pas, cette pratique était très répandue. En 1870, après qu'une enquête ait été menée par les autorités coloniales, la pratique fut rendue illégale.
Selon la militante des droits des femmes Donna Fernandes, certaines pratiques sont si profondément ancrées dans la culture indienne qu'il est « presque impossible de les faire disparaître » ; elle dit que l'Inde est en train de subir un « génocide des femmes ». Les Nations unies ont déclaré que l'Inde était le pays le plus meurtrier pour les enfants de sexe féminin. En 2012, les filles âgées d'entre un et cinq ans étaient trois fois plus susceptibles de mourir que les garçons. Le groupe de protection des droits des enfants CRY (en) estime que sur les 12 millions de filles naissant chaque année en Inde, 1 million meurent au cours de leur première année de vie. Dans l'état indien du Tamil Nadu durant la période coloniale, la pratique de l'infanticide des filles parmi les Kallars et les Todas a été signalée. Plus récemment, en juin 1986, il a été rapporté par India Today dans un grand reportage intitulé Born to Die que l'infanticide des filles était encore en vigueur à Usilampatti dans le sud du Tamil Nadu. La pratique est surtout répandue parmi la caste dominante de la région, les Kallars,
.

## Pakistan
En 2011, CNN a rapporté qu'une agence de secours qualifiait l'infanticide des filles de « pire tragédie du Pakistan » et que sur dix nouveau-nés jetés dans les décharges de Karachi, neuf étaient des filles. L'ONG Edhi Foundation a enregistré un nombre de 1 200 nourrissons jetés en 2010, soit une hausse de 200 par rapport à 2009.

## Réactions
Le centre pour le contrôle démocratique des forces armées a écrit dans son rapport de 2005, Les femmes dans un monde dangereux, publié alors que les chiffres des victimes de conflits armés déclinait, qu'un « génocide secret » était menée à l'encontre des femmes. Selon l'organisation, le déficit démographique des femmes mortes pour des raisons de genre équivaudrait aux 191 millions de morts de tous les conflits du XXe siècle. En 2012, le documentaire It’s a girl: The three deadliest words in the world fut présenté pour la première fois, on y voit notamment l'interview d'une femme indienne qui affirme qu'elle avait tué huit de ses filles.